# Чімрова Світлана Михайлівна
Чімрова Світлана Михайлівна (15 квітня 1996) — російська плавчиня.
Учасниця Олімпійських Ігор 2016 року.
Призерка Чемпіонату світу з водних видів спорту 2013, 2017 років.
Чемпіонка Європи з водних видів спорту 2018 року, призерка 2020 року.
Призерка Чемпіонату Європи з плавання на короткій воді 2013 року.
Призерка літньої Універсіади 2015 року.